# (1253) Frisia
(1253) Frisia – planetoida z pasa głównego asteroid okrążająca Słońce w ciągu 5 lat i 223 dni w średniej odległości 3,16 au. Została odkryta 9 października 1931 roku w Landessternwarte Heidelberg-Königstuhl w Heidelbergu przez Karla Reinmutha. Nazwa planetoidy pochodzi od łacińskiej nazwy Fryzji, prowincji w północnej Holandii. Przed jej nadaniem planetoida nosiła oznaczenie tymczasowe (1253) 1931 TV1.